# Riu Thame
El Tame (pronunciat /teɪm/) és un afluent del riu Tàmesi que neix a la Vall d'Aylesbury i s'uneix al riu principal al seu pas per Dorchester. El seu cabal és irregular, pot passar dels 53 m³/s, enregistrats el 4 de febrer del 1990, a portar només 0,60 m³/s enregistrats el 14 de setembre del mateix any. El Thame inicia el seu recorregut al comtat de Buckinghamshire i desemboca al sud-est d'Oxfordshire. Només és navegable amb canoes al nord de Dorchester-on-Thames.

## Nom
El seu nom podria ser d'origen celta i voldria dir «obscur», ja que s'assembla a la paraula irlandesa medieval "teimen" («gris fosc») i podria compartir una mateixa arrel etimològica amb altres rius com ara el Teifi, el Teme a Gal·les, o el Teviot a Escòcia.
Alguns etimologistes creuen que aquesta paraula conté un sufix d'origen germànic -me que vol dir «fangós» i que podria ser l'origen del riu Tàmesi, que abans de la confluència amb aquest riu s'anomena Isis.

## Recorregut

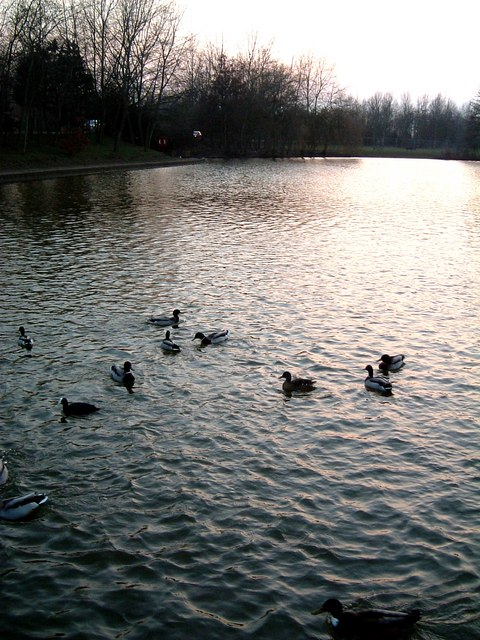
Ànecs al llac que forma a Watermead.

El naixement del Thame està format per tres deus que brollen a la Vall d'Aylesbury al nord dels Chilterns, a prop de Stewkley. L'aigua d'aquestes deus convergeix al nord-est d'Aylesbury, la capital del comtat de Buckinghamshire. En passar per una urbanització d'aquesta ciutat anomenada Watermead el riu fa un meandre a prop d'un antic refugi subterrani. Aquí es va crear un llac artificial per controlar els nivells de l'aigua en èpoques d'escassetat. El Thame segueix després per camps de conreu i granges dels municipis de Nether Winchendon i Chearsley. Tot seguit passa pel municipi de Thame, que té el mateix nom per haver-se constituït a la seva vora. A Holton el riu gira cap al sud-oest i, després de passar per Great Milton i Stadhampton, la vall s'eixampla. Finalment el Thame arriba a Dorchester, al comtat d'Oxfordshire on desemboca en el Tàmesi.

## Esdeveniments històrics
El Thame es va fer servir com a línia de contenció entre ambdós bàndols durant la guerra civil anglesa. Els ponts de Wheatley, Cuddesdon Mill i Chiselhampton van ser clau per aturar les forces reialistes provinents d'Oxford. John Hampden va conduir les forces del parlament en defensa de la ciutat d'Aylesbury, en el que es va anomenar batalla del pont Holman, el 1642.